# Karif (Wind)
Der Karif ist ein Wind, der zur Zeit des Sommermonsuns an der Südwestküste der Arabischen Halbinsel hauptsächlich während der Nacht auftritt. Der Wind bringt oft Sand und Hitze aus dem Inneren Afrikas in den Golf von Aden.
Er ist Namensgeber des Sportwagens Maserati Karif.

## Weblink
- Karif bei wind-lexikon.de